# 오스만 제국의 행정 구역
오스만 제국의 행정 구역은 군사적으로 구분된 구역으로서 오스만 제국을 통치하는 데도 중요한 역할을 했다. 또한 오스만 제국에는 다양한 속국이나 봉신국이 존재했다.
오스만 제국의 행정 구역은 크게 2개의 시대로 나뉘는데 오스만 제국이 세력을 확장한 시대인 초기의 행정 구역, 1864년에 실시된 개혁을 통해 개편된 후기의 행정 구역이 있다.

## 초기의 행정 구역

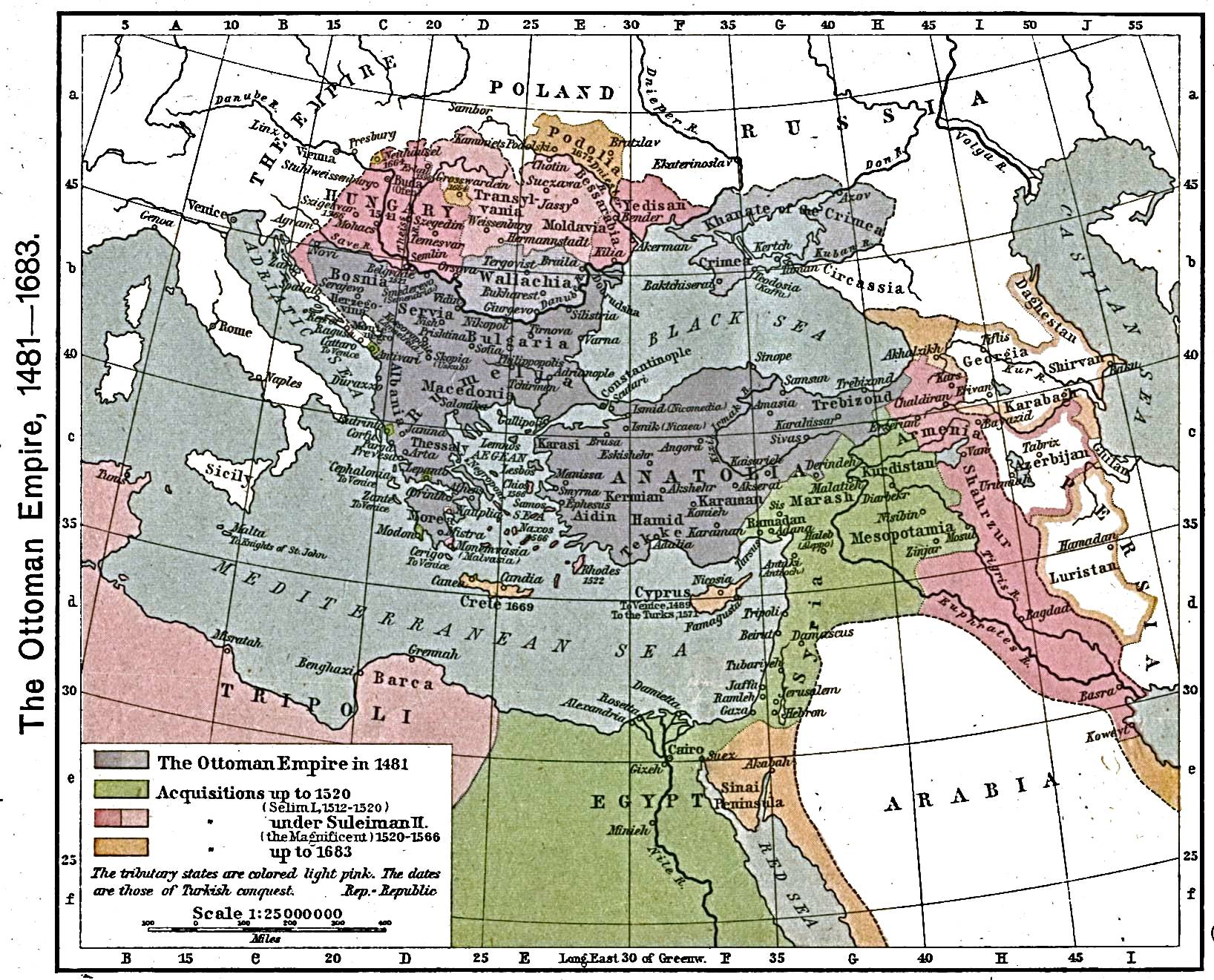
초기의 오스만 제국

오스만 제국 최초의 행정 구역은 아나톨리아 중부에 셀주크 제국의 속국을 건국하면서 시작된다. 오스만 왕조의 통치를 받던 시기에 주변에 위치한 나라들을 정복해 나가면서 영토가 크게 확장되었다.
초기의 오스만 제국에는 현에 해당하는 행정 구역인 산자크(오스만 튀르크어: Sancak,영어: Sanjak)와 같은 행정 구역이 설치되었다. 산자크는 술탄이 관리하는 산자크, 술탄의 자녀가 관리하는 산자크로 나뉘었다. 산자크는 술탄으로부터 군기를 받은 사령관인 산자크 베이(Bey)가 지배했다.
오스만 제국이 유럽으로 세력을 확장해 나가면서 산자크보다 높은 행정 구역을 설치할 필요성이 생겼다. 무라트 1세는 루멜리아에 베일레르베이(Beylerbeyi)를 신설하는 한편 아나톨리아의 룸(Rum) 지방은 술탄이 직접 통치하는 구역으로 삼았다.
산자크는 베일레르베이 다음에 해당하는 행정 구역이 되었지만 새로 병합된 지역과 같이 베일레르베이가 설치되지 않은 지역에서는 산자크가 최상위 행정 구역이기도 했다. 베일레르베이는 속주 전체 지역에서 군대를 지휘할 권한도 가졌다.

### 초기의 속주

#### 1299년부터 1609년까지 존재한 속주
카라만 속주(Karaman) 1개만 존재했다.

#### 1609년 이전에 존재한 것으로 추정되는 속주
| 속주                          | 튀르키예어 | 창설 연도       | 소재 국가         | 비고 |
| ----------------------------- | ---------- | --------------- | ----------------- | --- |
| 압하지야 속주 (압하즈 속주)   | Abhaz      | 1578년 ~ ?      | 조지아            | 속주의 영역은 현재의 압하지야, 이메레티 속주, 사메그렐로제모스바네티 속주의 일부와 일치함.               |
| 아할치헤 속주                 | Ahıska     | 1603년 ~ ?      | 조지아            | 츨드르 속주의 영역과 일치함.                                                                             |
| 다게스탄 속주 (다으스탄 속주) | Dağıstan   | 1578년 ~ ?      | 러시아            | 데미르카프 속주(Demirkapı)라고 부름. 통치자는 베일레르베이(beylerbeyi) 대신 세르다르(Serdar)라고 불렀음. |
| 드마니시 속주 (투마니스 속주) | Tumanis    | 1584년 ~ ?      | 조지아            | |
| 간자 속주 (겐제 속주)         | Gence      | 1588년 ~ 1604년 | 아제르바이잔      | |
| 고리 속주                     | Gori       | 1588년 ~ ?      | 조지아            | |
| 죄르 속주 (야느크 속주)       | Yanık      | 1594년 ~ 1598년 | 헝가리            | |
| 카헤티 속주                   | Kaheti     | 1578년 ~ ?      | 조지아            | 카헤티 왕국의 국왕이 베이를 대신해서 임명되었음.                                                         |
| 로리 속주                     | Lori       | 1584년 ~ ?      | 아르메니아        | |
| 몰다비아 속주 (보단 속주)     | Boğdan     | 1595년          | 몰도바 루마니아   | 1595년에만 존재했음. 그 이후에는 자치주가 되었음.                                                        |
| 나히체반 속주 (나흐치반 속주) | Nahçivan   | 1603년          | 아르메니아        | |
| 파슈 속주                     | Faş        | 1579년 ~ ?      | 튀르키예          | 트라브존 속주의 별칭이라는 설도 존재함.                                                                  |
| 사나 속주                     | San'a      | 1567년 ~ 1569년 | 예멘              | 일시적으로 예멘 속주가 분할되었던 시기에 창설됨.                                                         |
| 샤마흐 속주                   | Şamahı     | 1583년          | 아제르바이잔      | 셰르반 속주의 별칭이라는 설도 존재함.                                                                    |
| 시게트바르 속주               | Sigetvar   | 1596년          | 헝가리 크로아티아 | 나중에 커니저 속주(Kanizsa)로 이름을 바꿈.                                                               |
| 셰르반 속주                   | Şirvan     | 1578년 ~ 1604년 | 아제르바이잔      | 통치자는 베일레르베이(beylerbeyi) 대신 세르다르(Serdar)라고 불렀음.                                      |
| 타브리즈 속주 (테블리즈 속주) | Tebliz     | 1585년 ~ 1603년 | 이란              | |
| 티플리스 속주                 | Tiflis     | 1578년 ~ 1586년 | 조지아            | 1586년에 폐지되었고 고리 속주가 창설됨.                                                                  |
| 왈라키아 속주 (에플라크 속주) | Eflak      | 1595년          | 루마니아          | 1595년에만 존재했음. 그 이후에는 자치주가 되었음.                                                        |
| 예레반 속주 (에리반 속주)     | Erivan     | 1583년 ~ 1604년 | 아르메니아        | 반 속주의 일부가 되기도 했음.                                                                            |
| 자비드 속주                   | Zabid      | 1567년 ~ 1569년 | 예멘              | 일시적으로 예멘 속주가 분할되었던 시기에 창설됨.                                                         |

#### 1609년 당시에 존재했던 속주
| 속주                                        | 튀르키예어   | 창설 연도               | 소재 국가                                                          | 비고 |
| ------------------------------------------- | ------------ | ----------------------- | ------------------------------------------------------------------ | --- |
| 아비시니아 속주 (하베슈 속주)               | Habeş        | 1554년                  | 사우디아라비아 수단 에리트레아 소말리아                            | 홍해 양안, 메카, 메디나를 포함함. |
| 아다나 속주                                 | Adana        | 1608년                  | 튀르키예                                                           | |
| 에게 해 군도 속주 (제자이르 속주)           | Cezayir      | 16세기 중반             | 그리스                                                             | 카푸단 파샤(Kapudan Pasha)가 직접 통치함. |
| 알레포 속주 (할레프 속주)                   | Halep        | 1516년 ~ 1521년         | 시리아 튀르키예                                                    | |
| 알제 속주 (제자이르가르프 속주)             | Cezayir Garp | 1519년                  | 알제리                                                             | |
| 아나톨리아 속주 (아나돌루 속주)             | Anadolu      | 1365년                  | 튀르키예                                                           | |
| 바그다드 속주 (바다트 속주)                 | Bağdat       | 1535년                  | 이라크                                                             | |
| 바스라 속주                                 | Basra        | 1552년                  | 이라크 쿠웨이트                                                    | |
| 보스니아 속주 (보스나 속주)                 | Bosna        | 1520년대                | 보스니아 헤르체고비나 크로아티아 세르비아 몬테네그로               | |
| 부더 속주 (부딘 속주)                       | Budin        | 1541년                  | 헝가리 크로아티아 세르비아                                         | |
| 키프로스 속주 (크브르스 속주)               | Kıbrıs       | 1571년                  | 키프로스 튀르키예                                                  | 1660년부터 1703년, 1784년 이후부터는 제자이르 속주의 일부였음. |
| 디야르바키르 속주 (디야르바크르 속주)       | Diyarbakır   | 1515년                  | 튀르키예 이라크                                                    | |
| 에게르 속주 (에리 속주)                     | Eğri         | 1596년                  | 헝가리 슬로바키아                                                  | |
| 이집트 속주 (므스르 속주)                   | Mısır        | 1517년                  | 이집트 이스라엘 요르단 사우디아라비아                              | |
| 에르주룸 속주                               | Erzurum      | 1514년 ~ 1534년         | 튀르키예                                                           | |
| 알하사 속주 (라흐사 속주)                   | Lahsa        | 1579년                  | 사우디아라비아                                                     | 직접 통치한 적은 없었음. |
| 페오도시야 속주 (케페 속주)                 | Kefe         | 1581년                  | 우크라이나 러시아                                                  | |
| 커니저 속주 (카니제 속주)                   | Kanije       | 1600년                  | 헝가리 크로아티아                                                  | |
| 카라만 속주                                 | Karaman      | 1470년                  | 튀르키예                                                           | |
| 카라스 속주                                 | Kars         | 1579년                  | 튀르키예 조지아                                                    | 1875년 에르주룸 속주로 개편됨. |
| 마라슈 속주                                 | Maraş        | 1522년                  | 튀르키예                                                           | |
| 모술 속주 (무술 속주)                       | Musul        | 16세기 후반             | 이라크                                                             | |
| 락까 속주 (라카 속주)                       | Rakka        | 16세기 후반             | 시리아 튀르키예 이라크                                             | |
| 루멜리아 속주 (루멜리 속주)                 | Rumeli       | 1365년                  | 불가리아 그리스 북마케도니아 알바니아 세르비아 몬테네그로 튀르키예 | |
| 삼츠헤 속주 (츨드르 속주)                   | Çıldır       | 1579년                  | 조지아 튀르키예                                                    | 메스헤티 속주(Meskheti)라고 부르기도 함. 1829년에 츨드르 속주의 대부분이 러시아 제국에 편입되었고 츨드르 속주의 남은 지역들은 1845년에 에르주룸 속주의 일부가 됨. |
| 셰흐리조르 속주                             | Şehrizor     | 16세기 중반             | 이라크 이란                                                        | 키르쿠크 속주(Kirkuk)라고 부르기도 함. 1830년에 모술 속주 키르쿠크 현으로 개편됨.                                                                                 |
| 실리스트라 속주 (실리스트레 속주)           | Silistre     | 1599년                  | 불가리아 루마니아 몰도바 우크라이나                                | 외지 속주(Özi)라고 부르기도 함. 크림 칸국의 칸이 초대 베일레르베이로 임명됨.                                                                                      |
| 시바스 속주                                 | Sivas        | 16세기 초반             | 튀르키예                                                           | |
| 시리아 속주 (샴 속주)                       | Şam          | 1516년 ~ 1517년         | 시리아 레바논 이스라엘 팔레스타인 요르단 튀르키예 이라크           | |
| 티미쇼아라 속주 (테메슈바르 속주)           | Temeşvar     | 1552년                  | 루마니아 세르비아 헝가리                                           | |
| 트라브존 속주                               | Trabzon      | 16세기 후반             | 튀르키예 조지아                                                    | |
| 트리폴리 속주 (트라블루스샴 속주)           | Trablusşam   | 1570년대                | 레바논 시리아                                                      | |
| 트리폴리타니아 속주 (트라블루스가르프 속주) | Trablusgarp  | 1551년                  | 리비아                                                             | |
| 튀니스 속주 (투누스 속주)                   | Tunus        | 1574년                  | 튀니지                                                             | |
| 반 속주                                     | Van          | 1548년                  | 튀르키예                                                           | |
| 예멘 속주                                   | Yemen        | 1517년 ~ 1518년, 1539년 | 예멘 사우디아라비아                                                | |

#### 1609년부터 1683년 사이에 신설된 속주
| 속주                          | 튀르키예어 | 창설 연도                        | 소재 국가         | 비고                               |
| ----------------------------- | ---------- | -------------------------------- | ----------------- | ---------------------------------- |
| 크레타 속주 (기리드 속주)     | Girid      | 1669년 또는 1670년               | 그리스            |                                    |
| 모레아 속주 (모라 속주)       | Mora       | 1620년 ~ 1687년, 1715년 ~ 1829년 | 그리스            | 제자이르 속주에서 분리되어 신설됨. |
| 포돌리아 속주                 | Podolya    | 1674년 ~ 1699년                  | 우크라이나 몰도바 |                                    |
| 시돈 속주 (사이다 속주)       | Sayda      | 1660년                           | 레바논            |                                    |
| 노베잠키 속주 (우이바르 속주) | Uyvar      | 1663년 ~ 1685년                  | 슬로바키아        |                                    |
| 오라데아 속주 (바라드 속주)   | Varad      | 1661년 ~ 1692년                  | 루마니아          |                                    |

## 후기의 행정 구역

후기의 오스만 제국

오스만 제국이 쇠퇴하면서 오스만 제국의 행정 기구는 붕괴의 위기를 맞았다. 1861년에는 유럽 국가들의 지원을 받은 마론파 기독교 신자들을 위해 레바논 산맥에 자치현을 설치하기도 했다.
1864년에는 탄지마트 개혁의 일환에 따라 오스만 제국 전체 지역에 있던 에얄레트(Eyalet)를 폐지하고 에얄레트의 기능을 축소한 빌라예트(Vilayet)를 설치했다. 빌라예트는 의회(Porte)에서 임명한 발리(Vali, 총독)가 지배하는 행정 구역으로서 주에 해당하는 행정 구역이었다. 또한 빌라예트에는 주 의회가 설치되었다.
빌라예트 아래에는 현에 해당하는 행정 구역인 산자크(Sancak), 무타사르플르으(Mutasarrıflığı)가 설치되었다. 반면 세르비아 공국, 루마니아 공국, 몬테네그로 공국과 같은 오스만 제국의 속국들은 주 제도에 편입되지 않았다.

### 1877년 당시에 존재했던 주 또는 주와 동등한 행정 구역

#### 서부 지방
| 주                            | 튀르키예어     | 지위                                  | 소재 국가                                                | 비고                                                                |
| ----------------------------- | -------------- | ------------------------------------- | -------------------------------------------------------- | ------------------------------------------------------------------- |
| 보스니아 주 (보스나 주)       | Bosna          | 빌라예트 (Vilayet)                    | 보스니아 헤르체고비나 크로아티아                         |                                                                     |
| 차탈자 주                     | Çatalca        | 산자크 (Sancak)                       | 튀르키예                                                 | 자치권을 부여받은 산자크를 의미함.                                  |
| 크레타 주 (기리트 주)         | Girit          | 빌라예트 (Vilayet)                    | 그리스                                                   |                                                                     |
| 키프로스 주 (크브르스 주)     | Kıbrıs         | 아다스 (Adası)                        | 키프로스                                                 | 아다스(Adası)는 자치권을 부여받은 섬을 의미함.                      |
| 도나우 주 (투나 주)           | Tuna           | 빌라예트 (Vilayet)                    | 불가리아 루마니아                                        |                                                                     |
| 동루멜리아                    | Doğu Rumeli    | 빌라예트 (Vilayet)                    | 불가리아                                                 | 자치권을 부여받은 주로 존재했음.                                    |
| 에디르네 주                   | Edirne         | 빌라예트 (Vilayet)                    | 튀르키예                                                 |                                                                     |
| 헤르체고비나 주 (헤르세크 주) | Hersek         | 빌라예트 (Vilayet)                    | 보스니아 헤르체고비나                                    |                                                                     |
| 이스탄불 주                   | İstanbul       | 빌라예트 (Vilayet)                    | 튀르키예                                                 |                                                                     |
| 이오안니나 주 (야니아 주)     | Yanya          | 빌라예트 (Vilayet)                    | 그리스                                                   |                                                                     |
| 코소보 주 (코소바 주)         | Kosova         | 빌라예트 (Vilayet)                    | 코소보 세르비아 북마케도니아                             |                                                                     |
| 모나스티르 주 (마나스트르 주) | Manastır       | 빌라예트 (Vilayet)                    | 알바니아 북마케도니아 그리스                             |                                                                     |
| 살로니카 주 (셀라니크 주)     | Selanik        | 빌라예트 (Vilayet)                    | 그리스 불가리아 세르비아                                 |                                                                     |
| 슈코더르 주 (이슈코드라 주)   | İşkodra        | 빌라예트 (Vilayet)                    | 알바니아 세르비아 북마케도니아                           |                                                                     |
| 시삼 섬 (사모스 섬)           | Sisam          | 베일리 (Beyliği)                      | 그리스                                                   | 베일리(Beyliği)는 자치권을 부여받은 섬을 의미함.                    |
| 소피아 주                     | Sofya          | 빌라예트 (Vilayet)                    | 불가리아                                                 |                                                                     |
| 메카 샤리프 (메케 샤리프)     | Mekke          | 셰리플리이 (Şerifliği)                | 보스니아 헤르체고비나 크로아티아                         | 셰리플리이(Şerifliği)는 샤리프가 통치하는 자치 지역을 의미함.       |
| 모술 주 (무술 주)             | Musul          | 빌라예트 (Vilayet)                    | 이라크                                                   |                                                                     |
| 제벨리뤼브난 (레바논 산맥)    | Cebel-i Lübnan | 무타사르플르으 (Mutasarrıflığı)       | 레바논                                                   | 무타사르플르으(Mutasarrıflığı)는 발리(Vali)가 통치하는 현을 의미함. |
| 세르피제 산자크               | Serfije        | 무타사르플르으 (Mutasarrıflığı, 불명) | 그리스                                                   |                                                                     |
| 시리아 주 (샴 주)             | Şam            | 빌라예트 (Vilayet)                    | 시리아 레바논 이스라엘 팔레스타인 요르단 튀르키예 이라크 |                                                                     |
| 트라블루수가르브 주           | Trablusu-Garb  | 빌라예트 (Vilayet)                    | 리비아                                                   |                                                                     |
| 튀니스 주 (투누스 주)         | Tunus          | 에얄레트 (Eyalet)                     | 튀니지                                                   | 에얄레트(Eyalet)는 베이(Bey)가 세습하면서 통치했음.                 |

#### 아나톨리아 지방
| 주                                        | 튀르키예어             | 지위               | 소재 국가 | 비고 |
| ----------------------------------------- | ---------------------- | ------------------ | --------- | ---- |
| 아다나 주                                 | Adana                  | 빌라예트 (Vilayet) | 튀르키예  |      |
| 에게 해 군도 주 (제자이리바흐리세피드 주) | Cezayir-i Bahr-i Sefid | 빌라예트 (Vilayet) | 그리스    |      |
| 알레포 주 (할레브 주)                     | Haleb                  | 빌라예트 (Vilayet) | 시리아    |      |
| 앙카라 주                                 | Ankara                 | 빌라예트 (Vilayet) | 튀르키예  |      |
| 아이든 주                                 | Aydın                  | 빌라예트 (Vilayet) | 튀르키예  |      |
| 비가                                      | Biga                   | 산자크 (Sancak)    | 튀르키예  |      |
| 비틀리스 주                               | Bitlis                 | 빌라예트 (Vilayet) | 튀르키예  |      |
| 디야르바키르 주                           | Diyarbakır             | 빌라예트 (Vilayet) | 튀르키예  |      |
| 에르주룸 주                               | Erzurum                | 빌라예트 (Vilayet) | 튀르키예  |      |
| 반 주                                     | Van                    | 빌라예트 (Vilayet) | 튀르키예  |      |

#### 동부 지방
| 주                                      | 튀르키예어      | 지위                            | 소재 국가           | 비고                                                                                                |
| --------------------------------------- | --------------- | ------------------------------- | ------------------- | --------------------------------------------------------------------------------------------------- |
| 바그다드 주 (바다드 주)                 | Bağdad          | 빌라예트 (Vilayet)              | 이라크              | |
| 바스라 주                               | Basra           | 빌라예트 (Vilayet)              | 이라크              | |
| 베이루트 주                             | Beyrut          | 빌라예트 (Vilayet)              | 레바논              | |
| 빙가지 (벵가지)                         | Bingazi         | 빌라예트 (Vilayet)              | 리비아              | |
| 데이리에조르 (데이르에조르)             | Deyr-i Zor      | 빌라예트 (Vilayet)              | 시리아              | |
| 이집트 케디브국 (므스르 케디브국)       | Mısır           | 히디블리이 (Hidivliği)          | 이집트              | 히디블리이(Hidivliği)는 부왕(副王)에 해당하는 직책인 케디브(Khedive)가 통치하는 자치 지역을 의미함. |
| 히자즈 주                               | Hicaz           | 빌라예트 (Vilayet)              | 사우디아라비아      | |
| 휘다벤디가르 주 (부르사 주)             | Hüdavendigar    | 빌라예트 (Vilayet)              | 튀르키예            | |
| 이즈미트 주 (이즈미드 주)               | İzmid           | 산자크 (Sancak)                 | 튀르키예            | |
| 쿠뒤시 셰리프 (예루살렘)                | Kudüs-i Şerif   | 무타사르플르으 (Mutasarrıflığı) | 이스라엘            | |
| 카스타모누 주                           | Kastamonu       | 빌라예트 (Vilayet)              | 튀르키예            | |
| 코니아 주                               | Konya           | 빌라예트 (Vilayet)              | 튀르키예            | |
| 마무레트울아지즈 주 (마무레튈아지즈 주) | Mamuret-ül Aziz | 빌라예트 (Vilayet)              | 튀르키예            | |
| 시바스 주                               | Sivas           | 빌라예트 (Vilayet)              | 튀르키예            | |
| 예멘 주                                 | Yemen           | 빌라예트 (Vilayet)              | 예멘 사우디아라비아 | |

### 1915년 당시에 존재했던 주
1885년 이후의 오스만 제국의 소아시아 지역은 15개 빌라예트(Vilayet), 1개 산자크(Sancak), 이스탄불 주로 구성되어 있었다. 또한 빌라예트 아래에는 산자크가 설치되었다.

#### 서부 지방
- 다르다넬스 독립주
- 위스퀴다르 주

#### 아나톨리아 지방
- 이즈미르 주 - 마니사 현, 이즈미르 현, 아이든 현, 데니즐리 현, 멘테셰 현(Menteşe)
- 부르사 주 - 발리케시르 현, 부르사 현, 에르투룰 현(Ertuğrul), 퀴타히아 현(Kütahya), 아피온 현
- 코니아 주 - 부르두르 현, 하미드 현(Hamid), 안탈리아 현, 코니아 현, 니데 현
- 카스타모누 주 - 보르 현, 창크르 현, 카스타모누 현, 시노프 현
- 앙카라 주 - 앙카라 현, 크르셰히르 현, 요즈가트 현, 카이세리 현
- 아다나 주 - 이첼 현, 아다나 현, 코잔 현, 오스마니예 현
- 시바스 주 - 시바스 현, 토카트 현, 아마시아 현, 셰빈카라히사르 현(Şebinkarahisar)
- 트라브존 주 - 삼순 현, 트라브존 현, 귀뮈샤네 현, 라지스탄 현(Lazistan)
- 에르주룸 주
- 비틀리스 주 - 무슈 현, 겐치 현(Genç), 시이르트 현
- 반 주 - 반 현, 하카리 현
- 이즈미트 독립주

#### 동부 지방
- 모술 주 - 모술 현, 셰흐리조르 현(Şehrizor), 쉴레이마니예 현(Süleymaniye)
- 마무레튈아지즈 주 - 디야르바크르 현, 조르 현(Zor)
- 할레브 주 - 할레브 현, 우르파 현(Urfa), 마라슈 현

### 1918년 당시에 존재했던 주
서부 지방
- 이스탄불

아나톨리아 지방
- 아다나 주
- 앙카라 주
- 아이든 주
- 비틀리스 주
- 디야르바크르 주
- 에디르네 주
- 에르주룸 주
- 휘다벤디가르 주 (부르사 주)
- 이즈미트 주
- 코니아 주
- 마무레튈아지즈 주
- 시바스 주
- 트라브존 주
- 반 주

동부 지방
- 모술 주

## 같이 보기
- 튀르키예의 행정 구역